# Timothy Graham
Timothy Joseph Michael « Tim » Graham (né le 31 mai 1939 à Madras dans l'ex-Inde britannique) est un athlète britannique d'Angleterre spécialiste du 400 mètres. Licencié au Polytechnic Harriers, il mesure 1,78 m pour 65 kg. Il est l'ancien détenteur du record d'Europe du 4 × 400 mètres en 3 min 01 s 6 réalisés à Tokyo au Japon en 1964.

## Carrière

### Palmarès
| Date | Compétition                                     | Lieu     | Résultat | Épreuve    | Performance       |
| ---- | ----------------------------------------------- | -------- | -------- | ---------- | ----------------- |
| 1964 | Jeux olympiques d'été                           | Tokyo    | 6e       | 400 mètres | 46 s 08           |
| 1964 | Jeux olympiques d'été                           | Tokyo    | 2e       | 4 × 400 m  | 3 min 01 s 6 (AR) |
| 1966 | Jeux de l'Empire britannique et du Commonwealth | Jamaïque | 3e       | 4 × 400 m  | 3 min 06 s 5      |
| 1966 | Championnats d'Europe                           | Budapest | 7e       | 400 mètres | 46 s 9            |

### Records
| Épreuve    | Performance | Lieu  | Date |
| ---------- | ----------- | ----- | ---- |
| 400 mètres | 46 s 08     | Tokyo | 1964 |